# リュドヴィク・ブラス
- リュドヴィク・ブラ

リュドヴィク・レジ・アルセーヌ・ブラス（フランス語: Ludovic Régis Arsène Blas、1997年12月31日 - ）は、フランスとマルティニークのサッカー選手。ポジションはMF。

## クラブ歴
ドモンでサッカーを始め、7歳の時にラムブイユFCに移籍。この頃から既に頭角を現しており、ドリブルと視野の広さは称讃されていた。その後父親の仕事の関係でモントルージュFCに移るとプロのスカウトからの接触も増えた。ASモナコやEAギャンガンといったクラブが彼の獲得に興味を示し、後者に加入した。2015-16シーズンにはトレーニングキャンプでプロに帯同した。Bチームの監督も彼の技術の巧緻さと適確で速い判断を褒めていたが、守備力向上の為に、敢て守備的ミッドフィールダーとして経験を積ませた。
2015年10月にプロ契約を締結し、12月6日にプロ初出場を記録。翌年2月3日にプロ初得点を記録した。この頃は右ウイングとして起用される事が多かったが、本職の中盤で起用される事もなくはなかった。2018年8月8日に2020年までの契約を1年延長した。
2019年9月2日にFCナントに5年契約で完全移籍した。ナントではポジションが前に移り、初シーズンで5得点1アシストを記録した。翌シーズンにはレギュラーとして11得点4アシストを記録、2021-22シーズンも9得点3アシストを記録した他、このシーズンはクープ・ドゥ・フランス決勝でペナルティキックを決めて優勝に貢献した。

## 代表歴
年代別代表ではUEFA U-19欧州選手権2016、2017 FIFA U-20ワールドカップ、第46回トゥーロン国際大会に出場している。